# Syrrhopodon muelleri
Syrrhopodon muelleri är en bladmossart som beskrevs av Sande Lacoste 1870. Syrrhopodon muelleri ingår i släktet Syrrhopodon och familjen Calymperaceae. Inga underarter finns listade i Catalogue of Life.